# BR-101
Pour les articles homonymes, voir Route 101.

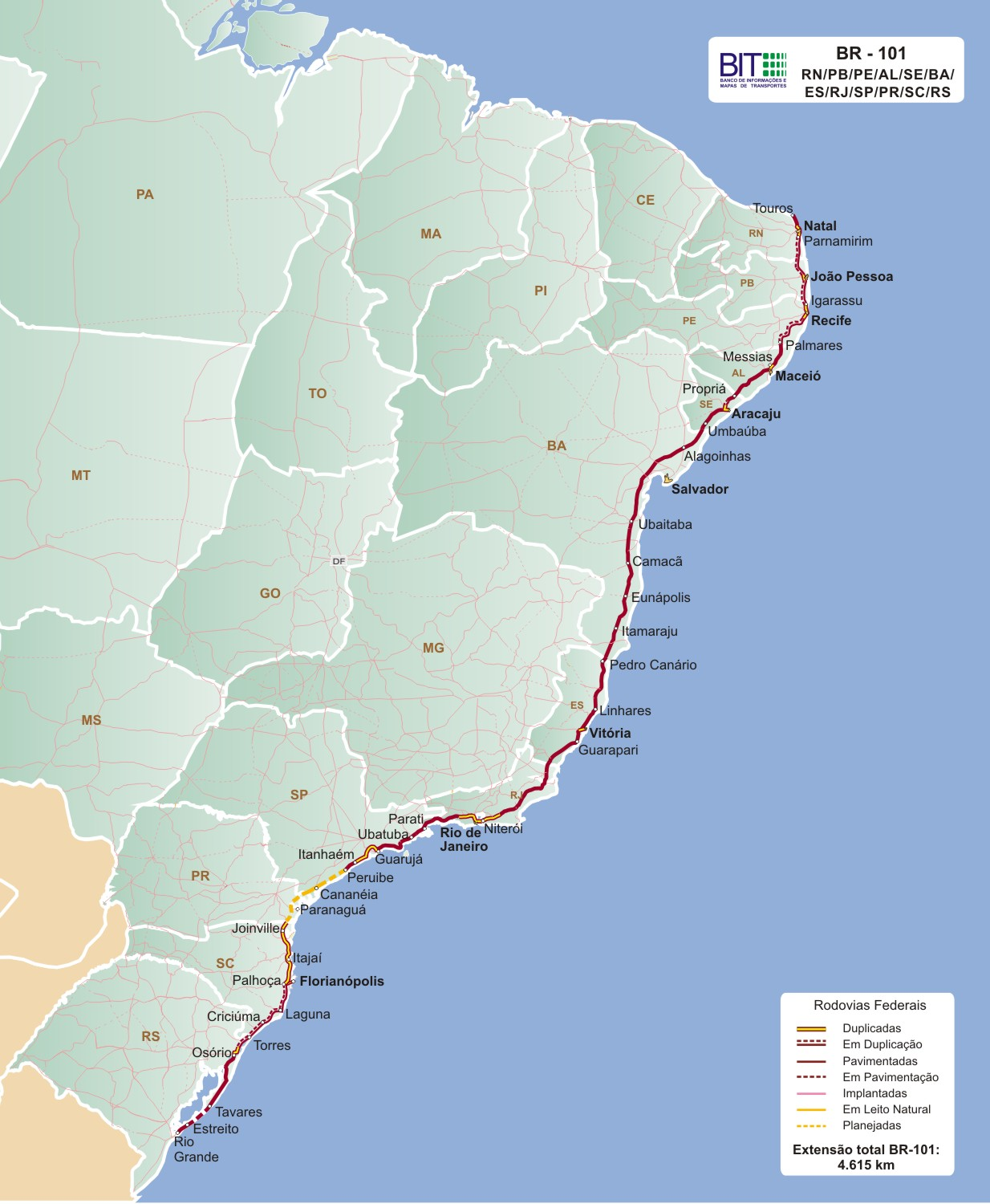
Tracé de la BR-101

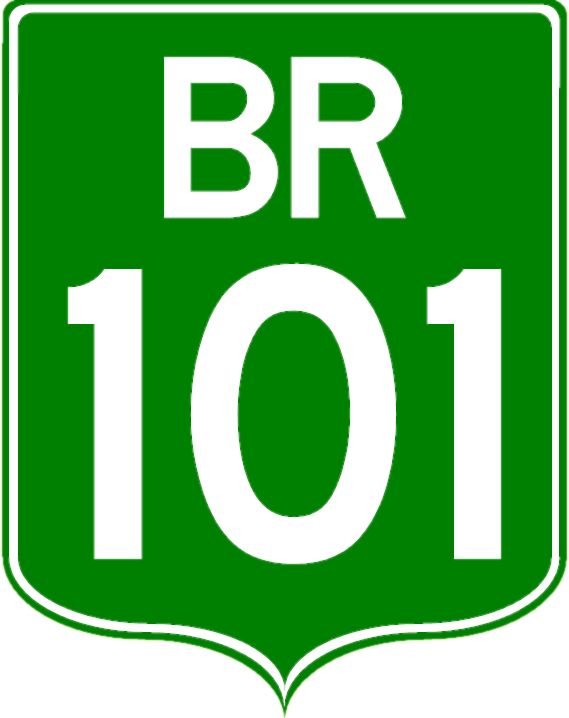
Blason de la BR-101

La BR-101, aussi appelée Translittorale, est une route fédérale longitudinale du Brésil. Elle débute dans la ville de Touros (Rio Grande do Norte), et se termine à São José do Norte (Rio Grande do Sul). Elle traverse les États du Rio Grande do Norte, de la Paraíba, du Pernambouc, de l'Alagoas, du Sergipe, de la Bahia, de l'Espírito Santo, de Rio de Janeiro, São Paulo, du Paraná, de Santa Catarina et du Rio Grande do Sul.

## Tracé
Tout son parcours porte aussi la dénomination officielle de Rodovia Governador Mário Covas.
Elle suit le sens Nord - Sud sur pratiquement tout le littoral est brésilien. Deux de ses tronçons ne sont pas encore construits, entre Peruíbe (São Paulo) et Iguape (São Paulo), et entre Cananéia (São Paulo) et Garuva (Santa Catarina). Elle est à double voie entre Palhoça (Santa Catarina) et Osório (Rio Grande do Sul).
C'est une des plus importantes routes brésiliennes, partie de la Route panaméricaine.
Sa longueur totale est de 4 768,4 km, y compris les tronçons qui ne sont pas encore construits.
Elle dessert, entre autres villes :
| État                | Villes                  | Notes                                                |
| ------------------- | ----------------------- | ---------------------------------------------------- |
| Rio Grande do Norte | Touros                  | point extrême nord                                   |
| Rio Grande do Norte | Natal                   |                                                      |
| Paraíba             | João Pessoa             |                                                      |
| Pernambouc          | Goiana                  |                                                      |
| Pernambouc          | Igarassu                |                                                      |
| Pernambouc          | Abreu e Lima            |                                                      |
| Pernambouc          | Recife                  |                                                      |
| Pernambouc          | Jaboatão dos Guararapes |                                                      |
| Pernambouc          | Cabo de Santo Agostinho |                                                      |
| Pernambouc          | Palmares                |                                                      |
| Alagoas             | Maceió                  |                                                      |
| Sergipe             | Aracaju                 |                                                      |
| Bahia               | Feira de Santana        | Accès à Salvador (Bahia) par la BR-324               |
| Bahia               | Itabuna                 | Accès à Ilhéus (Bahia)                               |
| Bahia               | Eunápolis               | Accès à Porto Seguro (Bahia)                         |
| Espírito Santo      | São Mateus              | Accès à Guriri.                                      |
| Espírito Santo      | Linhares                |                                                      |
| Espírito Santo      | Serra                   |                                                      |
| Espírito Santo      | Cariacica               |                                                      |
| Espírito Santo      | Viana                   |                                                      |
| Rio de Janeiro      | Campos dos Goytacazes   |                                                      |
| Rio de Janeiro      | São Gonçalo             |                                                      |
| Rio de Janeiro      | Niterói                 | Liaison avec Rio de Janeiro par le Pont Rio-Niterói. |
| Rio de Janeiro      | Rio de Janeiro          |                                                      |
| Rio de Janeiro      | Itaguaí                 |                                                      |
| Rio de Janeiro      | Mangaratiba             |                                                      |
| Rio de Janeiro      | Angra dos Reis          |                                                      |
| Rio de Janeiro      | Paraty                  |                                                      |
| São Paulo           | Ubatuba                 |                                                      |
| São Paulo           | Caraguatatuba           |                                                      |
| São Paulo           | Santos                  | Accès à la zone urbaine par la Via Anchieta          |
| São Paulo           | Peruíbe                 |                                                      |
| São Paulo           | Iguape                  |                                                      |
| Paraná              | Antonina                | Tronçon non encore construit.                        |
| Santa Catarina      | Garuva                  |                                                      |
| Santa Catarina      | Joinville               |                                                      |
| Santa Catarina      | Itajaí                  |                                                      |
| Santa Catarina      | São José                | Accès à Florianópolis (Santa Catarina) par la BR-282 |
| Santa Catarina      | Tubarão                 |                                                      |
| Rio Grande do Sul   | Osório                  |                                                      |
| Rio Grande do Sul   | São José do Norte       | point extrême sud                                    |

## Galerie

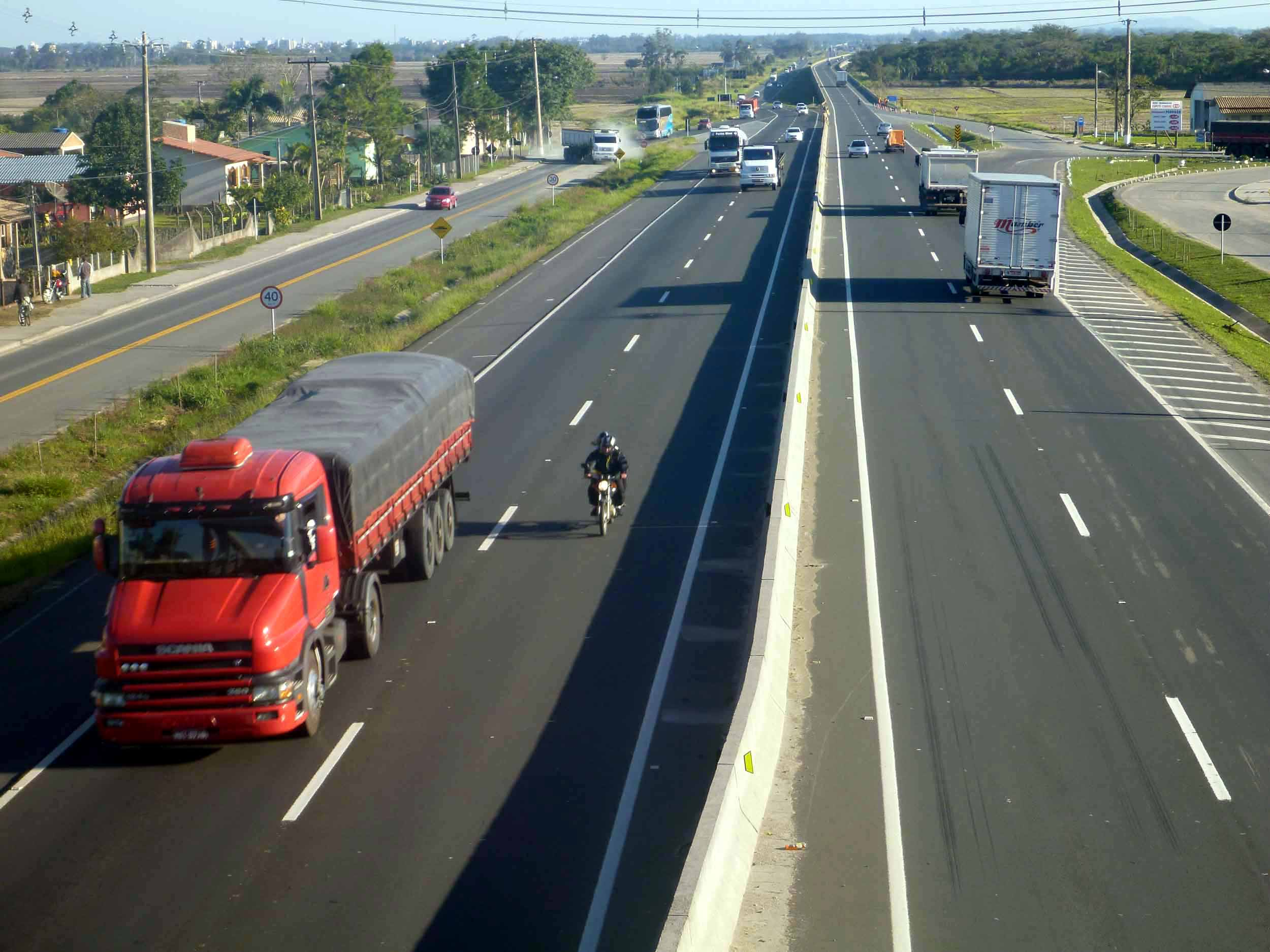
Section de BR-101 à Santa Catarina.
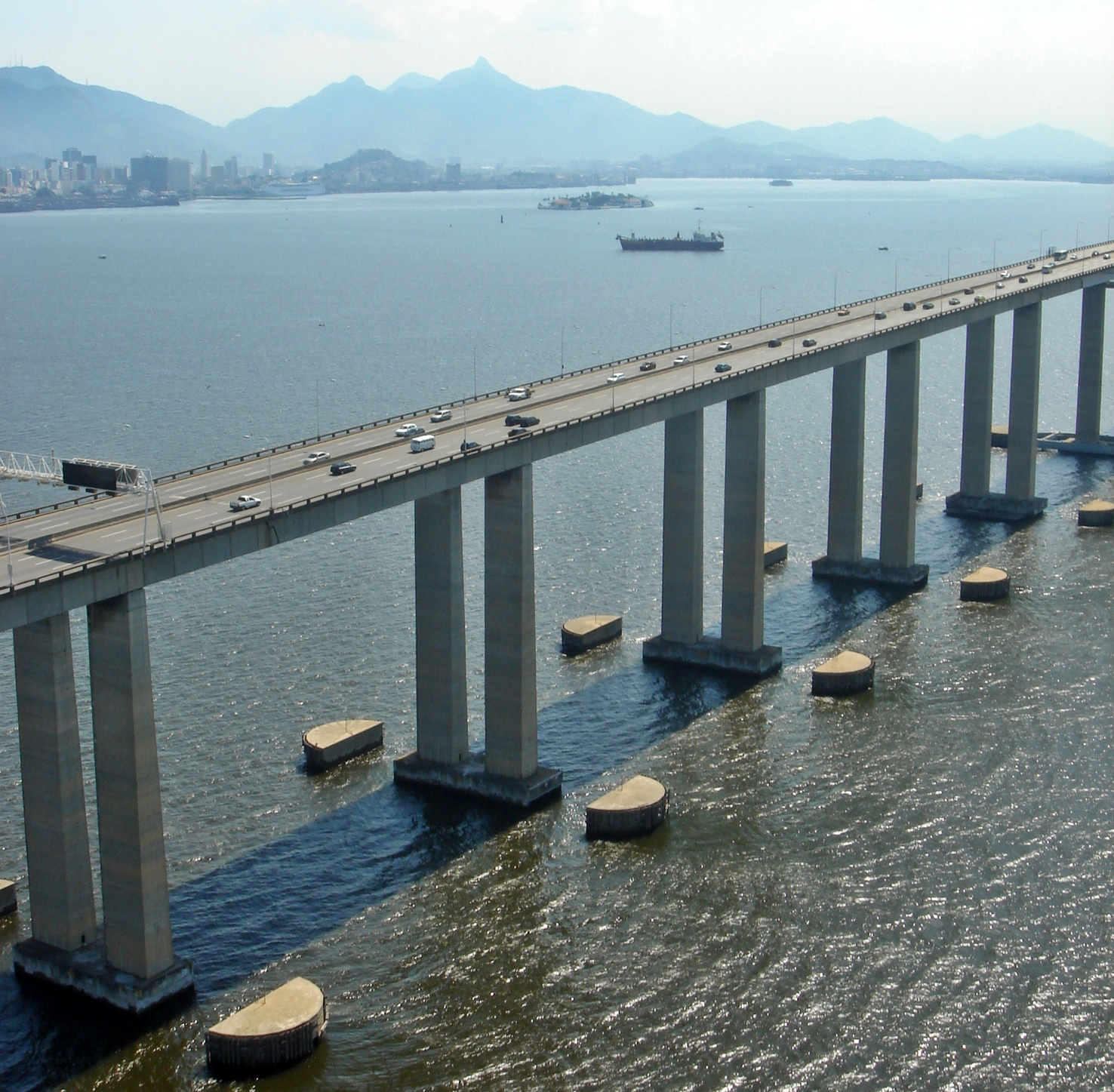
Le Pont Rio-Niterói, tronçon de la BR-101 sur la baie de Guanabara entre les villes de Rio de Janeiro et Niterói.
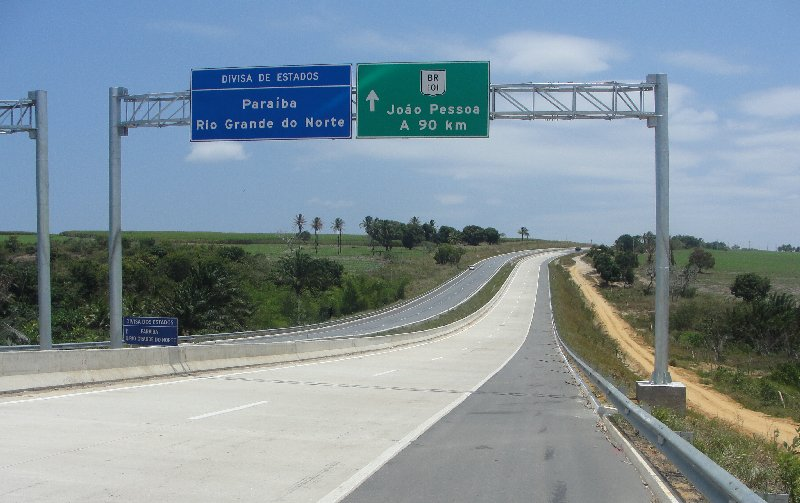
Tronçon de la BR-101 à la frontière entre les états de Paraíba et Rio Grande do Norte.